# Melica fugax
Melica fugax là một loài thực vật có hoa trong họ Hòa thảo. Loài này được Bol. mô tả khoa học đầu tiên năm 1870.